# Andrew Mehrtens
Andrew Philip Mehrtens (Durban, 28 de abril de 1973) é um ex-jogador sul-africano naturalizado neozelandês de rugby union que jogava como abertura.
É considerado um dos maiores jogadores da seleção neozelandesa, tradicionalmente a mais forte do rugby union. É tido como um dos principais nomes da geração da década de 1990 dos All Blacks, vista como tida como das mais brilhantes entre todos os esportes ainda que não tenha obtido títulos mundiais. Tal era sua habilidade com a bola em mãos e com os pés, que os fãs mais ardorosos de rugby criticaram certos erros básicos cometidos pelo ator que o interpretou no filme Invictus, de Clint Eastwood.
A Copa do Mundo de Rugby de 1995, retratada em Invictus, foi o mais perto que a geração chegou: a Nova Zelândia alcançou a final após grandes goleadas, como os 145-17 no Japão, além da liderança em pontos, tries, conversões e drop goals, fatores que alimentavam a impressão de que eram virtuais campeões. A final foi diante da anfitriã e estreante África do Sul, fazendo com que Mehrtens, que naquele mesmo ano estreara pelos All Blacks, enfrentasse a própria terra de nascimento; nascido em Durban, ele mudou-se na infância para Christchurch. E contra o país natal, ele fez todos os pontos neozelandeses daquela decisão (doze), mas o adversário, na prorrogação, somou três a mais e venceu.
Ele esteve presente também na Copa do Mundo de Rugby de 1999, em que os neozelandeses pareciam rumar a nova final. Porém, teriam nova decepção: caíram nas semifinais para a França, em um dos jogos tidos como dos mais épicos do esporte - o primeiro tempo encerrara-se com vitória parcial da Nova Zelândia por 24-10, dando pouca impressão de que os europeus conseguiriam reverter. Os Bleus, contudo, realizaram a façanha e venceram por 43-31.
A última partida de Mehrtens pela seleção deu-se em 2004, novamente uma derrota para o país de nascimento. Ele é precisamente o All Black que mais pontuou diante da África do Sul, até ser superado por Dan Carter, que o superou também como maior pontuador do Três Nações (Mehrtens tem 328 pontos)  e como maior artilheiro do próprio selecionado neozelandês.
A nível de clubes, defendeu com sucesso o neozelandês Crusaders, o inglês Harlequins e os franceses Toulonnais e Racing Métro. No primeiro, onde esteve de 1996 a 2005, foi peça-chave nos cinco títulos da equipe no Super Rugby, principal competição interclubes do hemisfério sul, do qual é o maior pontuador. Teve especial destaque na final de 2000, contra o Brumbies, decretando uma vitória por 20-19 dentro de Canberra ao fim da partida, em chute de longa distância em penal. Nas demais equipes, conseguiu por cada uma títulos de acesso para a divisão de elite inglesa e francesa.